# Naturschutzgebiet Weilersbachtal
Das Naturschutzgebiet Weilersbachtal ist ein landkreisübergreifendes Naturschutzgebiet in den Landkreisen Haßberge und Schweinfurt.
Die Flächen teilen sich wie folgt auf:
- Landkreis Haßberge: 57,15 ha
- Landkreis Schweinfurt: 36,6 ha

## Geschichte
Das Schutzgebiet wurde von der Behörde 1995 unter Schutz gestellt.

## Geografie und Geologie
Das Schutzgebiet von 93 Hektar umfasst den nördlichen Teil des Weilersbachtals mit bewaldeten Randarealen. Es liegt zwischen dem Hohenberg und dem Steinberg im Osten sowie dem Wustvieler Forst im Westen. Das Weilersbachtal gilt als typisches Wiesental des Steigerwaldes. Das Gebiet umfasst Bereiche der Gemeinde Rauhenebrach sowie Teilbereiche der gemeindefreien Gebiete Wustvieler Forst im Landkreis Schweinfurt und Fabrikschleichacher Forst im Landkreis Haßberge.
Bereiche des Naturschutzgebietes sind Teile des FFH-Gebietes „Buchenwälder und Wiesentäler des Nordsteigerwaldes“ sowie des Europäischen Vogelschutzgebietes „Oberer Steigerwald“. Eine weitere Besonderheit im Naturschutzgebiet ist das 53 Hektar große Naturwaldreservat Kleinengelein im Wustvieler Forst, ein ehemaliges Schulwaldgebiet mit einem Altbuchenbestand, der zu den höchsten und ältesten Buchenwäldern in ganz Deutschland gehört. Die etwa 200-jährigen, vereinzelt aber bis zu 400 Jahre alten Buchen sind als "Riesenbuchen von Kleinengelein" bekannt.
Durch das Naturschutzgebiet führt eine Reihe von Wanderwegen, nennenswert ist der von der Gemeinde Rauhenebrach zusammen mit BaySF und dem Amt für Landwirtschaft als Erlebnisweg realisierte "Pfad der Artenvielfalt", der als Rundweg mit einer Länge von rund 6 Kilometern von Obersteinbach aus durch das Naturschutzgebiet führt. Nördlich des Naturschutzgebietes liegen die Naturwälder Knetzberge-Böhlgrund und Wotansborn.

## Flora und Fauna
Die Fläche besteht aus Wiesengesellschaften mit Hochstaudenfluren, Quellbereichen und naturnahen Bachläufen mit typischen Erlen-Eschen-Auwäldern.

## Lebensraum- und Biotoptypen
Im Naturschutzgebiet befindet sich unter anderem der Lebensraumtypen 3150 Großröhrichte, der LRT Artenreiches Extensivgrünland mit der Nummer 6510. Außerdem liegt im Biotop "Wiesen im NSG Weilersbachtal" ein kleines Flach- bzw. Quellmoor.